# La Parisina
La Parisina es una ópera en cuatro actos con un libreto de Felice Romani  puesto en metro músico por Tomás Giribaldi (1847-1930)

## Datos históricos
La Parisina de Tomás Giribaldi, considerada la primera ópera uruguaya, fue estrenada en septiembre de 1878, con un elenco a cargo de la soprano Teresina Singer, el tenor Carlo Bulterini, Vincenzo Cottone, Achilles Augier y Lucia Avalli. La obra tuvo un gran éxito y despertó el interés del público por óperas escritas por compositores uruguayos. Así, como consecuencia de tal éxito, el uruguayo Oscar Camps y Soler escribió su ópera Esmeralda, la gitana, basada en la novela de Victor Hugo El jorobado de Nuestra Señora de París y estrenada en Montevideo en 1879. Otros compositores uruguayos que escribieron óperas en aquella época motivados por el éxito de La Parisina son León Ribeiro y Alfonso Broqua. León Ribeiro estrena su ópera Colón en 1892 en el marco de las festividades por el cuarto centenario del descubrimiento de América. Alfonso Broqua escribe una ópera, Tabaré, basada en el poema homónimo de José Zorrilla de San Martín publicado en 1888. La composición de estas óperas uruguayas se enmarca en un movimiento de creación operística latinoamericano sucedido en los mismos años de la composición de La Parisina, y en el cual sobresalen las óperas de los mexicanos Melesio Morales y Ricardo Castro, de los chilenos Aquinas Ried y Eliodoro Ortíz de Zárate, los colombianos José María Ponce de León y Augusto Azzali, el brasileño Antonio Carlos Gomes y los argentinos Francisco Hargreaves, Miguel Rojas y Edoardo Torrens. Después del estreno de La Parisina, Tomás Giribaldi se dedicó a la composición de sus óperas Manfredi di Svevia, estrenada en 1882 y su ópera Magda de 1889. Esta última no se estrenó. Después de estas dos óperas, Tomás Giribaldi se dedicó a revisar la partitura de La Parisina. Esta segunda versión de la ópera se estrenó en agosto de 1899 repitiendo el gran éxito que tuvo la primera versión. Los intérpretes del estreno de la segunda versión fueron Anunziata Stinco-Palermini, Edoardo Castellano, Francesco Federici y Andrés Perelló de Segurola, bajo la dirección de Giorgio Polacco.

### Reparto del estreno
Reparto de la versión de 1878
- Parisina:Teresina Singer, soprano
- Ugo: Carlo Bulterini,  tenor
- Azzo: Vincenzo Cottone, bajo
- Imelda: Lucia Avalli, contralto
- Ernesto: Achilles Augier

Reparto de la versión de 1899
- Parisina: Anunziata Stinco-Palermini, soprano;
- Ugo: Edoardo Castellano, tenor;
- Azzo: Andrés Perelló de Segurola, bajo
- ernesto: Francesco Federici, barítono;
- Dirección de Giorgio Polacco.

### Recepción
Al momento del estreno de la segunda versión se publicó en el diario El Siglo del 21 de agosto de 1899 el siguiente comentario: 

Insistimos en los conceptos favorable que vertimos en la edición de ayer sobre el mérito de la primera partitura “Parisina” reformada, de nuestro compatriota el maestro Giribaldi, la que recibió anoche la confirmación del éxito que obtuvo en su estreno , con nuevas ovaciones del público, y manifestaciones encomiásticas de los maestros Calvo, Pérez Badía, Logheder, Errante, Piccioli y unánimemente por todos los profesores y diletantes de valía.

La “Parisina” moderna, por lo que de nuestra memoria hemos podido deducir, comparándola con sus representaciones de ahora con las de antaño, no han sufrido modificaciones fundamentales en el 2o. y 3er. acto. En lo demás se concreta la reforma a nuevos y bien combinados trabajos de instrumentación, que han venido a bordar el rico caudal de melodía que fluye espontánea en toda la partitura. El 2o. acto, sí, ha sido reformado casi totalmente. El autor ha sustituido el vals amore é suspiro, que tanto se había popularizado, con una aria más adecuada a la situación dramática y que es un trabajo de alto mérito artístico. Con ese cambio, motivado, sin duda por el hecho de haberse observado la inoportunidad de aplicación del vals, ha ganado la verdad de la escena, pero la obra ha perdido una hermosa página, que el autor no debiera haber suprimido, por más que reconociese fundada la observación de un defecto que abunda en todas las grandes partituras del viejo género italiano, al que responde y del cual no podría apartarse la música escrita sobre un libreto de Felice Romani. El intermezzo del sueño, que sigue a dicha aria es un trabajo fino, digno de una pluma ya celebrada. La romanza de tenor que viene luego es la página más inspirada de la partitura, y está seguramente destinada a la popularidad que han adquirido determinados trozos señalados de las grandes óperas.
Concluye al acto con un cuarteto que aunque baso en la forma antigua, ofrece mucho interés artístico por la hermosa combinación de sus giros melódicos. El último acto ha sido casi totalmente mejorado, desde el coro de introducción, tratado a imitación, hasta la escena de la marcha fúnebre que resulta ahora de un efecto espléndido. La representación de anoche ha sido superior a la del estreno y justo es consignar que la Stinco desempeñó correctamente su parte.  Los señores Federeci y Perelló cantaron magistralmente el dúo del primer acto.
Castellano, dijo y repitió la romanza del 2o. acto con toda la delicadeza que requiere ese selecto trozo de música, y en el cuarteto final se largó con un hermoso do natural, que arrancó una ovación entusiasta. La orquesta estuvo irreprochable y valiente. Bien merecen un aplauso los profesores que la componen y el director elmaestro Polacco, a quien el público hizo también anoche una demostración de simpatía. Injusticia sería olvidar a la empresa Sansone y a su representante el señor Bernabei que han tomado a su cargo la representación de esa obra nacional.
El Siglo. 21 de agosto de 1899.

## Literatura complementaria
- Giuseppe Albinati: "Piccolo dizionario di opere teatrali, oratori, cantate, ecc." Editorial Ricordi.
- Leonardo Manzino: La ópera uruguaya del siglo XIX. Estrenos de Tomás Giribaldi en el Teatro Solis". Uruguay: Ministerio de Educación y Cultura 2010 (264 páginas)
- Yolanda Pérez Eccher: Tomás Giribaldi y León Ribeiro en la creación musical uruguaya del siglo XIX. Montevideo: Facultad de Humanidades y Ciencias, Cátedra de Etnología Musical, 1960.
- Susana Salgado: The Teatro Solis: 150 Years of Opera, Concert and Ballet in Montevideo. Wesleyan University Press 2003.

- Partitura: COMPOSITORES DEL URUGUAY - OBRA LIRICA 1860 - 1960. Este volumen contiene:
- Tomás Giribaldi (1847-1930):
  - Aria N° 1 de Ia ópera La Parisina
  - Aria N° 2 de Ia ópera La Parisina
- León Ribeiro (1854-1931)
  - Adiós
- Luis Sambucetti (1860-1926)
  - 'Non posso amarti' (romanza para soprano o tenor)
  - 'Toujours' (romanza para mezzosoprano o barítono)
  - 'Ninon' (romanza para soprano o tenor)

- Gerardo Grasso (1864-1937)
  - iOh madre mia! (vidalita)

- José Segú (1873-1960)
  - 'Tristesse'
  - 'Como los pájaros'

- Felix Peyrallo (1882-1933)
  - Aleluya (romanza para tenor)

- Eduardo Fabini (1882-1950)
  - Triste N° 4 ;
  - Luz mala;
  - El poncho;
  - Remedio ;
  - La güeya;
  - El grillo;
  - Flores del monte;
  - El tala;
  - El nido

- Benone Calcavecchia (1886-1953)
  - Visión del Ganges (romanza para soprano o tenor)

- Ramón Rodríguez Socas (1886-1957)
  - Plegaria de Ia ópera Urunday (romanza para soprano)
  - Vidalita de Ia ópera Urunday
  - Mensaje (romanza para soprano o tenor)

Número de catálogo: SR0019968